# Emporomyia kaufmanni
Emporomyia kaufmanni là một loài ruồi trong họ Tachinidae.